# Filarmonica di San Pietroburgo
La Filarmonica accademica di San Pietroburgo "D. D. Šostakovič" (in russo Санкт-Петербургская академическая филармония им. Д. Д. Шостаковича?) è un'istituzione culturale statale di San Pietroburgo ed è la più antica filarmonia russa. Il nome viene dato anche all'edificio che la ospita.

## Storia
La Filarmonia fu fondata a San Pietroburgo nel 1802: era la prima "Società degli amici della musica" di tutta Europa.
Nel 1824 vi si tenne la prima della Missa Solemnis di Ludwig van Beethoven.
Nel 1839 fu costruito il primo edificio con la Sala Grande (Большой зал), progettata dall'architetto Paul Jacot; mentre il progetto delle facciate era dell'italiano Carlo Rossi. L'edificio fungeva innanzitutto da sala del Circolo dei Nobili (Дворянское собрание). 

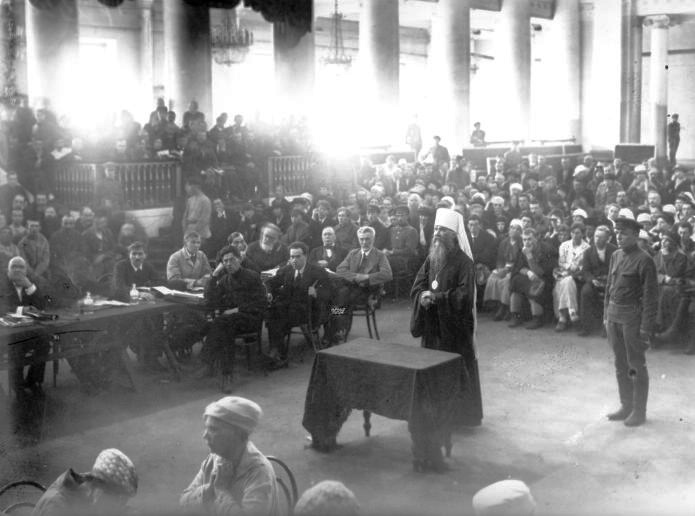
Il processo al metropolita Beniamino

La sala divenne presto il centro della vita musicale pietroburghese. Vi vennero molti musicisti famosi del tempo, come Ferenc Liszt, Anton Rubinstein, Clara Schumann, Richard Wagner, Pëtr Il'ič Čajkovskij, Modest Petrovič Musorgskij, Nikolaj Rimskij-Korsakov.
Dopo la Rivoluzione d'ottobre la sala fu ribattezzata Filarmonia di Pietrogrado (nel 1921) e poi, nel 1924, Filarmonia di Leningrado. Nel 1975 l'istituzione fu intitolata a Dmitrij Šostakovič. Dal 1991 l'edificio si è tornato a chiamare Filarmonia di San Pietroburgo.
Nel 1922 nella sala si svolse il processo al metropolita Beniamino, che terminò con la condanna a morte per fucilazione del prelato.
Quattro anni più tardi nella Filarmonia si tenne la prima della prima sinfonia di Dmitrij Šostakovič.
Durante l'Assedio di Leningrado, il 9 agosto 1942, nella Sala Grande fu eseguita la settima sinfonia "Leningrado" di Dmitrij Šostakovič.
Nel 1949 fu inaugurata la Sala Piccola (Малый зал) dedicata alla musica da camera ed intitolata a Michail Glinka. La sala si trova nella cosiddetta "Casa Engelhardt", costruita su progetto dell'architetto italiano Bartolomeo Rastrelli.

## Edificio

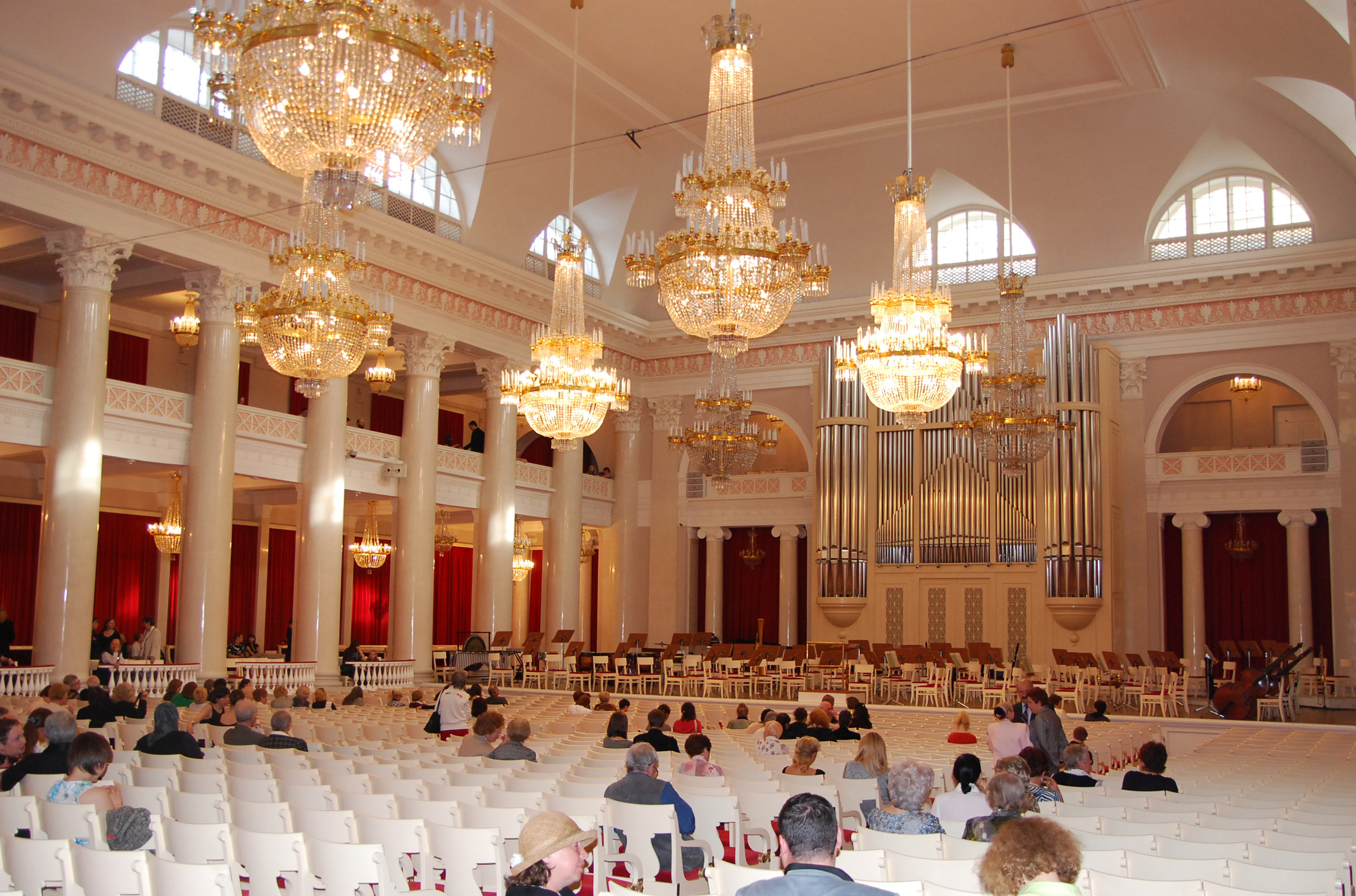
La Sala Grande della Filarmonia

La Filarmonia è ospitata in un complesso di edifici sul Nevskij Prospekt all'angolo con la Piazza delle Arti. Le due sale da concerto, sono situate in due edifici indipendenti e hanno ingressi indipendenti: l'entrata alla Sala Grande (in russo Большой зал?, Bol'šoj Zal) è al numero 2 di Mihajlovskaja Ulica; mentre l'ingresso ala Sala Piccola (Malij Zal) è al 30 del Nevskij Prospekt.
La Sala Grande è una delle più note sale da concerto della Russia e conta più di 1500 posti a sedere. Vi si sono esibiti grandi musicisti come Lizst, Berlioz, Wagner, Dvořák, Sibelius, Debussy, Richard Strauss, Rachmaninov, Prokofiev, Šostakovič, Skrjabin, Mahler, Artur Rubinstein, Clara Schumann, Schoenberg, Stravinskij, Bartok, Hindemith, ed in particolare gli esponenti della scuola russa (Borodin, Musorgskij, Čajkovskij, Rimskij-Korsakov, Glazunov) tennero qui le loro prime. L'acustica della sala è buona, ma da taluni non è ritenuta la migliore in città.

## Orchestre
La Filarmonia è la sala da concerto principale per due orchestre:
- L'Orchestra filarmonica di San Pietroburgo
- L'Orchestra sinfonica accademica di San Pietroburgo

È tradizione che nella Sala Grande le orchestre eseguano come ultimo bis l'"Inno a una grande città" di Reinhold Glière, che esalta l'eroica difesa durante l'Assedio di Leningrado. Durante l'esecuzione il pubblico si alza in piedi.